# Undibacterium arcticum
Undibacterium arcticum es una bacteria gramnegativa del género Undibacterium. Fue descrita en el año 2016. Su etimología hace referencia al Ártico. Es aerobia y móvil por flagelo polar. Forma colonias circulares, convexas, lisas, y de color cremoso en agar R2A tras 3 días de incubación. También crece en agar NA, pero no en TSA, MB, ni LB. Temperatura de crecimiento entre 4-28 °C, óptima de 20 °C. Catalasa negativa y oxidasa positiva. Es sensible a penicilina, cloranfenicol, ampicilina, kanamicina, tetraciclina, eritromicina y polimixina. Resistente a vancomicina, clindamicina, gentamicina y neomicina. Tiene un contenido de G+C de 56,2%. Se ha aislado del suelo en Longyearbyen, Svalbard, Noruega. 